# Roberta Alaimo
Roberta Alaimo (Corleone, 1 de abril de 1979) es una política italiana.

## Biografía
Nacida en Corleone en 1979; tiene una licenciatura en educación.
En las elecciones generales de Italia de 2018 fue elegida para la cámara de diputados en la circunscripción uninominal de Palermo-Settecannoli, como miembro del Movimiento 5 Estrellas.